# 諸河久
諸河 久 （もろかわ ひさし、1947年11月13日 - ）は、東京都中央区新富出身の、日本の鉄道カメラマン。

## 人物・来歴
- 日本大学経済学部卒業
- 東京写真専門学校（現・東京ビジュアルアーツ）卒業
- 雑誌「鉄道ファン」カメラマンを経て、フリーカメラマンに転向。 多くの雑誌等への寄稿がある。
- 1960年代から主に日本各地の路面電車や地方の私鉄を撮影。当時は高価でまだ普及が進んでいなかったカラーポジフィルムを用いた、貴重な記録写真を数多く残している。